# Lobivia boyuibensis
Lobivia boyuibensis ist eine Pflanzenart aus der Gattung Lobivia in der Familie der Kakteengewächse (Cactaceae). Das Artepitheton boyulbensis verweist auf das Vorkommen der Art bei Boyuibe.

## Beschreibung
Lobivia boyuibensis wächst einzeln. Die niedergedrückt kugelförmigen bis kugelförmigen, frischgrünen Triebe erreichen Durchmesser von 5 bis 12 Zentimeter. Es sind zehn bis zwölf (selten bis zu 13) sehr scharfkantige Rippen vorhanden, die kaum gekerbt sind. Die darauf befindlichen Areolen stehen 1 bis 2 Zentimeter voneinander entfernt. Mitteldornen werden in der Regel nicht ausgebildet. Manchmal ist jedoch ein einzelner, stark gebogener und an der Spitze in der Regel etwas hakiger Mitteldorn vorhanden, der eine Länge von 2 bis 4 Zentimeter aufweist. Die zwei bis sechs Randdornen sind gebogen und 0,7 bis 2 Zentimeter lang. Der längste von ihnen besitzt eine etwas hakige Spitze.
Die röhrig-trichterförmigen Blüten erscheinen an der Triebschulter und öffnen sich in der Nacht. Sie sind bis zu 20 Zentimeter lang. Die etwas verlängerten Früchte sind an beiden Enden etwas verschmälert.

## Verbreitung und Systematik
Lobivia boyuibensis ist im bolivianischen Departamento Santa Cruz verbreitet.
Die Erstbeschreibung als Echinopsis boyuibensis durch Friedrich Ritter wurde 1965 veröffentlicht. Boris O. Schlumpberger stellte die Art 2012 in die Gattung Lobivia. Ein weiteres nomenklatorisches Synonym ist Pseudolobivia boyuibensis (F.Ritter) Backeb. (1966).

## Nachweise